# 駐開普敦臺北聯絡辦事處
駐開普敦臺北聯絡辦事處（英語：Taipei Liaison Office in Cape Town），亦稱駐開普敦辦事處，是中華民國政府派駐南非共和國立法首都暨西開普省首府開普敦的代表機構。
辦事處負責推動臺灣與開普敦之間的經貿、投資、文化、教育、觀光等方面的交流合作，以及辦理護照、簽證、文件證明等领事相關業務，並提供僑民服務與旅外國人急難救助，功能等同邦交國的總領事館。領事轄區為南非西開普省、東開普省、北開普省，並兼轄鄰國纳米比亚。

## 歷史
辦事處的前身是中華民國駐開普敦總領事館，1998年1月1日與南非斷交後，總領事館更名為駐開普敦臺北聯絡辦事處。

### 南非政府要求駐處更名
2025年7月21日，南非国际关系与合作部（即外交部）發布名為「台北駐南非聯絡代表處地位」的公告，位於首都比勒陀利亞的代表處於3月31日後不再受到承認，自4月1日起改承認在第1大城與經濟中心的约翰内斯堡，可保有領務服務，南非與台灣的非外交與非政治往來亦會持續，同時將2駐處更名為「駐約翰尼斯堡台北商務辦事處」與「駐開普敦台北商務辦事」，且再次援引《聯合國大會第2758號決議》與「一个中国政策」。中華民國外交部重申不接受，但在對等與尊嚴的原則下持續與南非政府溝通，亦將視情形採取因應反制作為。

## 外部連結
- 駐開普敦臺北聯絡辦事處的Facebook、Twitter、僑務秘書